# Mwai Kibaki
Mwai Kibaki (15. listopadu 1931 – 21. dubna 2022) byl prezident Keni. V letech 1978 až 1988 byl viceprezidentem Keni, mezi lety 1978 až 1991 byl ministrem. Jako prezident nastoupil 30. prosince 2002 po Danielu Moiovi, funkční období mu vypršelo v dubnu 2013.
Pochází z národa Kikujů narodil se ve vesnici Gatuyaini v Centrální oblasti. Italští misionáři ho pokřtili jménem Emilio Stanley, které však nepoužívá. Jeho příjmení znamená v kikujštině tabák, protože jeho rodiče se živili pěstováním tabáku. Vystudoval ekonomii na Makerere University v Kampale, ve studiu pokračoval na London School of Economics. Po návratu do Keni se zapojil do politiky a stal se funkcionářem vládní Keňské africké národní unie, zastával funkce ministra financí a viceprezidenta. V roce 1992, kdy byl v zemi zrušen systém jedné strany, vystoupil z KANU a založil vlastní Demokratickou stranu Keni, byl jejím poslancem a od roku 1998 oficiálním lídrem opozice. V prezidentských volbách roku 1992 skončil na třetím místě a v roce 1997 na druhém místě. V roce 2002, kdy už dosavadní prezident Daniel arap Moi nemohl kandidovat, vytvořil Kibaki širokou koalici National Rainbow Coalition a ziskem 61,3 % jasně porazil kandidáta KANU Uhuru Kenyattu. Prezidentský slib skládal na kolečkovém křesle, protože byl během volební kampaně zraněn při autonehodě. V roce 2005 inicioval referendum o nové ústavě, v němž se však většina voličů vyslovila proti prezidentskému návrhu. Prezidentské volby v roce 2007 Kibaki těsně vyhrál, jeho hlavní protivník Raila Odinga ho však obvinil ze zmanipulování výsledků. Následovala vlna protestů, které přerostly v krvavé konflikty mezi Kikuji a národností Luo, z níž pochází Odinga. Teprve v únoru 2008 bylo uzavřeno příměří a Odinga byl jmenován předsedou vlády. V roce 2010 proběhlo další referendum o změně ústavy, tentokrát se Kibakimu podařilo svůj návrh prosadit. Podle ústavy už nesměl potřetí kandidovat na prezidenta a předal moc Uhuru Kenyattovi.
Kibaki měl pověst technokrata a pragmatika, na rozdíl od většiny afrických vůdců se vyhýbal siláckému vystupování a vytváření kultu osobnosti, konflikty se snažil řešit dohodou. Na počátku své vlády vyhlásil program boje s přebujelou korupcí a za zefektivnění státní správy, který však neskončil příliš úspěšně. Zpočátku se mu dařilo nastartovat keňskou ekonomiku, která rostla až o sedm procent ročně, ale politický neklid v zemi a Světová finanční krize 2008 tento proces zastavily. Kibaki po odchodu z funkce patří k nejbohatším Keňanům, trvá však na tom, že se nijak neobohatil ze státní pokladny.

## Symboly
Vlajka keňského prezidenta je personalizovaná, tj. mění se s osobou prezidenta. Společným prvkem všech vlajek je ale masajský (červeno-bílo-černý) štít a dva (žluté) oštěpy.

Vlajka prezidenta Mwaie Kibakiho (2002–2013) Poměr stran: 2:3